# Фокида (округ)
Округ Фокида или Фокис је округ у периферији Средишња Грчка и истоименој историјској покрајини. Управно средиште округа је град Амфиса, уједно и највећи град периферије.
Округ Фокида је успостављен 2011. године на месту некадашње префектуре, која је имала исти назив, обухват и границе.
На истоку Фокиде налазе се остаци чувеног старогрчког светилишта Делфи.

## Природне одлике
Округ Фокида на југу излази на Коринтски залив, део Јонског мора. Са истока се Фокида граничи са са округом Беотијом, са севера округом Фтиотидом, са запада са округом Етолија-Акарнанија.
Фокида спада у изразито брдовите округе Грчке са врховима и преко 2000 m (позната планина Парнас). На западу је планина Вардузија. У делу приморја између Итеје и Амфисе налази се омања равница.
Округ има у северном делу планинску климу, веома оштром за грчке услове. Јужни део је приморски са средоземном климом.

## Историја
Фокида је насељена још у време Антике. Током раздобља старе Грчке Фокида је била једна од важнијих старогрчких државица, али је због релативне близине Атине и Спарте била у њиховој сенци. Старогрчко светилиште Делфи налази се на овом подручју. Самоуправа Фокиде постепено је постепено укидана током хеленистичког и староримског раздобља закључно са мерама Трајана.
Касније је овај простор био у оквиру Византије и Османског царства. После оснивања савремене Грчке 1832. почео је развој области, посебно приобалног дела. И поред тога почело је исељавање становништва из овог сиромашног краја. Осипање месног становништва је било додатно потпомугнуто Другим светским ратом и Грчким грађанским ратом, а нису га спречиле ни бројне мере побољшања (електрична струја, ТВ, савремени путеви, данас интернет) живота последњих деценија. Префектура Фокида у данашњим границама успостављена тек 1947. г. издвајањем из ње префектуре Фтиотиде. Последњих деценија некадашња префектура, а данас округ Фокида нагло се развио.

## Становништво
По последњим проценама из 2005. године округ Фокида је имао око 50.000 становника, од чега око 1/8 живи у седишту округа, граду Амфиси. Демографски услови у Фокиди су због неповољних природних услова и лошег положаја префектуре изразито неповољни - велики пад становништва деценијама, старо и слабије образовано становништво, велики удео становника у јако малим забитим селима, нарочито на северу округа.
Етнички састав: Главно становништво округа су Грци.
Густина насељености је свега 23 ст./км², што је више него три пута мање од просека Грчке (око 80 ст./км²), па је округ по овоме на самом зачељу међу окрузима Грчке. Приобални део око Амфисе на југу је боље насељен него планинско залеђе на северу.

## Управна подела и насеља
Округ Фокида се дели на 2 општине:
1. Делфи
2. Дорида

Амфиса је седиште округа и највећи град у округу. Значајан је и град Итеа, али су оба насеља релативно мала (< 10.000 ст.).

## Привреда
Привреда у округу Фокида је слабије развијена за ниво Грчке, а преовлађују пољопривреда (маслине, сточарство) и туризам. Туризам је највише везан за културолошке посете Делфима.